# Тадея Маєрич
Тадея Маєрич (словен. Tadeja Majerič; нар. 31 серпня 1990) — колишня словенська тенісистка.
Найвищу одиночну позицію світового рейтингу — 111 місце досягла 25 листопада 2013, парну — 227 місце — 28 січня 2013 року.
Здобула 9 одиночних та 6 парних титулів туру ITF.

## Фінали ITF

### Одиночний розряд: 21 (9–12)
| Легенда          |
| ---------------- |
| турніри $100,000 |
| турніри $75,000  |
| турніри $50,000  |
| турніри $25,000  |
| турніри $10,000  |

| Фінали за покриттям |
| ------------------- |
| Тверде (5–8)        |
| Ґрунт (3–3)         |
| Трава (1–1)         |
| Килим (0–0)         |

| Результат | Ранг | Дата              | Рівень   | Турнір                             | Покриття   | Суперниця                | Рахунок          |
| --------- | ---- | ----------------- | -------- | ---------------------------------- | ---------- | ------------------------ | ---------------- |
| Поразка   | 1.   | 15 травня 2006    | 10,000   | ITF Задар, Хорватія                | Ґрунт      | Ані Міячика              | 1–6, 5–7         |
| Перемога  | 1.   | 28 серпня 2007    | 10,000   | ITF Палич, Сербія                  | Ґрунт      | Биляна Павлова-Димитрова | 6–2, 6–2         |
| Перемога  | 2.   | 11 травня 2009    | 25,000   | ITF Tanjung Selor, Індонезія       | Тверде (i) | Нудніда Луангам          | 6–3, 7–5         |
| Поразка   | 2.   | 1 лютого 2010     | 25,000   | ITF Ранчо-Міраж, США               | Тверде     | Олівія Санчес            | 5–7, 0–6         |
| Перемога  | 3.   | 17 січня 2011     | 25,000   | ITF Музаффарнагар, Індія           | Трава      | Чжен Сайсай              | 6–2, 5–7, 6–2    |
| Поразка   | 3.   | 13 червня 2011    | 25,000   | ITF Астана, Казахстан              | Тверде     | Тімеа Бабош              | 0–6, 2–6         |
| Поразка   | 4.   | 4 червня 2012     | 25,000   | ITF Карші, Узбекистан              | Тверде     | Надія Кіченок            | 3–6, 6–7(3)      |
| Перемога  | 4.   | 24 грудня 2012    | 25,000   | ITF Пуне, Індія                    | Тверде     | Башак Ерайдин            | 6–2, 6–4         |
| Перемога  | 5.   | 7 січня 2013      | 25,000   | ITF Palm Harbor, США               | Ґрунт      | Айла Том'янович          | 6–2, 6–3         |
| Поразка   | 5.   | 14 січня 2013     | 25,000   | ITF Порт-Сент-Люсі, США            | Ґрунт      | Шерон Фічмен             | 3–6, 2–6         |
| Перемога  | 6.   | 29 квітня 2013    | 25,000   | ITF Каракас, Венесуела             | Тверде     | Адріана Перес            | 1–6, 6–3, 7–5    |
| Поразка   | 6.   | 10 червня 2013    | 50,000   | Nottingham Trophy, Велика Британія | Трава      | Олена Балтача            | 5–7, 6–7(7)      |
| Перемога  | 7.   | 14 жовтня 2013    | 25,000   | Lagos Open, Нігерія                | Тверде     | Даліла Якупович          | 7–5, 7–5         |
| Поразка   | 7.   | 10 листопада 2014 | 25,000   | ITF Мумбаї, Індія                  | Тверде     | Марина Мельникова        | 2–6, 6–7(4)      |
| Поразка   | 8.   | 16 лютого 2015    | 25,000   | ITF Нью-Делі, Індія                | Тверде     | Магда Лінетт             | 1–6, 1–6         |
| Поразка   | 9.   | 7 грудня 2015     | 25,000   | Lagos Open, Нігерія                | Тверде     | Тесса Андріанджафітрімо  | 3–6, 7–5, 4–6    |
| Поразка   | 10.  | 14 грудня 2015    | 25,000   | Lagos Open, Нігерія                | Тверде     | Конні Перрен             | 6–3, 4–6, 6–7(6) |
| Перемога  | 8.   | 11 січня 2016     | 25,000   | ITF Аурангабад, Індія              | Ґрунт      | Валерія Страхова         | 6–4, 6–3         |
| Поразка   | 11.  | 27 червня 2016    | 25,000+H | Bella Cup, Польща                  | Ґрунт      | Ізабелла Шинікова        | 5–7, 6–4, 2–6    |
| Перемога  | 9.   | 10 жовтня 2016    | 25,000   | Lagos Open, Нігерія                | Тверде     | Конні Перрен             | 3–6, 6–1, 6–1    |
| Поразка   | 12.  | 17 жовтня 2016    | 25,000   | Lagos Open, Нігерія                | Тверде     | Конні Перрен             | 3–6, 3–6         |

### Парний розряд: 16 (6–10)
| Легенда          |
| ---------------- |
| турніри $100,000 |
| турніри $75,000  |
| турніри $50,000  |
| турніри $25,000  |
| турніри $10,000  |

| Фінали за покриттям |
| ------------------- |
| Тверде (4–5)        |
| Ґрунт (2–4)         |
| Трава (0–0)         |
| Килим (0–1)         |

| Результат | Ранг | Дата             | Рівень | Турнір                     | Покриття   | Партнерка              | Суперниці                                 | Рахунок          |
| --------- | ---- | ---------------- | ------ | -------------------------- | ---------- | ---------------------- | ----------------------------------------- | ---------------- |
| Поразка   | 1.   | 28 квітня 2008   | 50,000 | ITF Макарська, Хорватія    | Ґрунт      | Маша Зец-Пешкірич      | Полона Герцог Штефані Фогт                | 5–7, 2–6         |
| Поразка   | 2.   | 14 липня 2008    | 25,000 | ITF Звевегем, Бельгія      | Ґрунт      | Івета Герлова          | Даніелле Гармсен Кім Кілсдонк             | 4–6, 2–6         |
| Поразка   | 3.   | 18 серпня 2008   | 25,000 | ITF Москва, Росія          | Ґрунт      | Наталія Рижонкова      | Віталія Дяченко Пашкова Євгенія Сергіївна | 0–6, 1–6         |
| Перемога  | 1.   | 31 травня 2010   | 50,000 | ITF Марибор, Словенія      | Ґрунт      | Андрея Клепач          | Олександра Панова Ксенія Первак           | 6–3, 7–6(6)      |
| Перемога  | 2.   | 18 липня 2011    | 25,000 | ITF Самсун, Туреччина      | Тверде     | Міхаела Бузернеску     | Чагла Бююкакчай Пемра Озген               | 6–1, 6–4         |
| Поразка   | 4.   | 17 жовтня 2011   | 25,000 | Lagos Open, Нігерія        | Тверде     | Александрина Найденова | Ніна Братчикова Мелані Клаффнер           | 5–7, 7–5, [6–10] |
| Поразка   | 5.   | 19 березня 2012  | 25,000 | ITF Бенгалуру, Індія       | Тверде     | Аня Прислан            | Тамарін Гендлер Мелані Клаффнер           | 2–6, 6–4, [6–10] |
| Поразка   | 6.   | 16 липня 2012    | 25,000 | ITF Імола, Італія          | Килим      | Марина Мельникова      | Аліче Балдуччі Федеріка ді Сарра          | w/o              |
| Поразка   | 7.   | 27 серпня 2012   | 25,000 | ITF Мамая, Румунія         | Ґрунт      | Данка Ковинич          | Елена Богдан Ралука Олару                 | 6–7(4), 3–6      |
| Перемога  | 3.   | 24 грудня 2012   | 25,000 | ITF Пуне, Індія            | Тверде     | Конні Перрен           | Лу Цзяцзін Лу Цзясян                      | 3–6, 7–5, [10–6] |
| Поразка   | 8.   | 4 листопада 2013 | 50,000 | ITF Стамбул, Туреччина     | Тверде (i) | Андрея Міту            | Нігіна Абдураїмова Марія Елена Камерін    | 3–6, 6–2, [8–10] |
| Перемога  | 4.   | 15 червня 2015   | 25,000 | ITF Фергана, Узбекистан    | Тверде     | Шармада Балу           | Влада Єкшибарова Наташа Палха             | 7–5, 6–3         |
| Перемога  | 5.   | 14 вересня 2015  | 25,000 | ITF Монтеррей, Мексика     | Тверде     | Конні Перрен           | Алекса Гуарачі Сюй Цзеюй                  | 7–5, 6–3         |
| Поразка   | 9.   | 14 грудня 2015   | 25,000 | Lagos Open, Нігерія        | Тверде     | Конні Перрен           | Джулія Терзійська Прартхана Томбаре       | 6–4, 3–6, [8–10] |
| Перемога  | 6.   | 20 червня 2016   | 25,000 | ITF Lenzerheide, Швейцарія | Ґрунт      | Александріна Найденова | Ірина Бара Еліне Буйкенс                  | 7–5, 1–6, [10–8] |
| Поразка   | 10.  | 21 жовтня 2017   | 25,000 | Lagos Open, Нігерія        | Тверде     | Тіффані Вільям         | Конні Перрен Валерія Страхова             | 1–6, 2–6         |